# Elbasvir/grazoprevir
Elbasvir/grazoprevir (Nombre comercial: Zepatier) es una combinacón de fármacos a dosis fijas que se emplea para el tratamiento de hepatitis C, contiene 50 mg elbasvir (un inhibidor de NS5A ) y 100 mg grazoprevir ( inhibidor de la proteasa NS3/4). Se emplea para el tratamiento de la infección crónica por virus de la hepatitis C causada por los por genotipos 1 y 4, tanto en pacientes ya tratados como los que reciben por primera vez tratamiento. Elbasvir y grazoprevir fueron desarrollados por Merck & Co. El fármaco fue aprobado el 28 de enero del 2016.